# Nordrhein-Westfalens lantdag
Nordrhein-Westfalens lantdag (tyska: Landtag Nordrhein-Westfalen) är det tyska förbundslandet Nordrhein-Westfalens lagstiftande församling.  
Lantdagen har sitt säte i lantdagshuset i förbundslandets huvudstad Düsseldorf.
Sedan lantdagsvalet 2022 har lantdagen en majoritet som bildat förbundslandsregeringen bestående av kristdemokratiska CDU och Grüne.

## Bakgrund

Kopplingsschema som visar lantdagens roll i förbundslandets styrelseskick.

Lantdagen har sedan 1946 varit det lagstiftande organet för Nordrhein-Westfalen, som då låg inom den brittiska ockupationszonen efter Tysklands nederlag i andra världskriget (Ockupationsstatuten under Förbundsrepublikens tidiga år från 1949 var i kraft fram till Parisfördragen 1955).
Förbundslandet Nordrhein-Westfalen bildades genom en sammanslagning 23 augusti 1946 mellan Westfalen och norra delen av Rhenprovinsen som båda dessförinnan varit del av Fristaten Preussen. Den 21 januari 1947 infogades även Fristaten Lippe i Nordrhein-Westfalen.

## Roll
Lantdagens huvudsakliga uppgifter är att stifta lagar på delstatsnivå för Nordrhein-Westfalen, att välja förbundslandets ministerpresident och regering samt att kontrollera regeringens maktutövning.

## Val
Ledamöterna väljs för en femårsperiod, med möjlighet till nyval, enligt den modell som även används för Tysklands förbundsdag, det vill säga, ledamöter väljs först till 128 direktmandat i förbundslandets valkretsar, och därefter lägger man till utfyllnadsmandat från partilistor för att uppnå proportionell representation. Antalet ledamöter varierar därför mellan mandatperioderna, beroende på hur många utfyllnads- och utjämningsmandat som krävs för att uppnå proportionell representation, men är som minst 181.  
En femprocentsspärr tillämpas för mandattilldelning från partilistor, men det är fortfarande möjligt för lokalt populära oberoende kandidater eller kandidater från småpartier att väljas direkt i sin valkrets.
Majoriteten av ledamöterna i lantdagen är yrkespolitiker.

### Valresultat
Röstandel i procent, antal mandat inom parentes.
| Val  | SPD         | CDU        | FDP        | Grüne      | Die Linke | Piraten   | AfD       | övriga    |
| ---- | ----------- | ---------- | ---------- | ---------- | --------- | --------- | --------- | --------- |
| 1975 | 45,1% (91)  | 47,1% (95) | 6,7% (14)  |            |           |           |           | 1,1% (-)  |
| 1980 | 48,4% (106) | 43,2% (95) | 4,98% (0)  | 3,0% (0)   |           |           |           | 0,4% (-)  |
| 1985 | 52,1% (125) | 36,5% (88) | 6,0% (14)  | 4,6% (0)   |           |           |           | 0,8% (-)  |
| 1990 | 50,0% (123) | 36,7% (90) | 5,8% (14)  | 5,0% (12)  |           |           |           | 2,5% (-)  |
| 1995 | 46,0% (108) | 37,7% (89) | 4,0% (0)   | 10,0% (24) |           |           |           | 2,3% (-)  |
| 2000 | 42,8% (102) | 37,0% (88) | 9,8% (24)  | 7,1% (17)  | 1,1% (0)  |           |           | 2,2% (-)  |
| 2005 | 37,1 % (74) | 44,8% (89) | 6,2% (12)  | 6,2% (12)  | 3,1% (0)  |           |           | 2,6% (-)  |
| 2010 | 34,5% (67)  | 34,6% (67) | 6,7% (13)  | 12,1% (23) | 5,6% (11) | 1,6% (0)  |           | 4,9% (-)  |
| 2012 | 39,1% (99)  | 26,3% (67) | 8,6% (22)  | 11,3% (29) | 2,5% (0)  | 7,8% (20) |           | 4,4% (-)  |
| 2017 | 31,2% (69)  | 33,0% (72) | 12,6% (28) | 6,4% (14)  | 4,9% (0)  | 1,0% (0)  | 7,4% (16) | 3,5 % (-) |
| 2022 | 26,7% (56)  | 35,7% (76) | 5,9% (12)  | 18,2% (39) | 2,1% (0)  | 0,3% (0)  | 5,4% (12) | 3,9% (-)  |